# Mimosa mahilakensis
Mimosa mahilakensis är en ärtväxtart som beskrevs av Villiers. Mimosa mahilakensis ingår i släktet mimosor, och familjen ärtväxter. Inga underarter finns listade i Catalogue of Life.